# Primarias del Partido Republicano de 2008 en Texas
Las Primarias del Partido Republicano de 2008 en Texas se hicieron el 4 de marzo de 2008. Las Primarias del Partido Republicano son una Primarias, con 96 delegados para elegir al candidato del partido Republicano para las elecciones presidenciales de Estados Unidos de 2008.  En el estado de Texas estaban en disputa 96 delegados.

## Elecciones

### Resultados
| Candidato      | Votos     | Porcentajes | Delegados |
| -------------- | --------- | ----------- | --------- |
| John McCain    | 697 767   | 51,21%      | 80        |
| Mike Huckabee  | 518 002   | 38,02%      | 16        |
| Ron Paul       | 66 360    | 4,87%       | 0         |
| Mitt Romney    | 27 264    | 2,00%       | 0         |
| Fred Thompson  | 11 503    | 0,84%       | 0         |
| Alan Keyes     | 8260      | 0,60%       | 0         |
| Duncan Hunter  | 8222      | 0,60%       | 0         |
| Rudy Giuliani  | 6038      | 0,44%       | 0         |
| Hugh Cort      | 728       | 0,05%       | 0         |
| Hoa Tran       | 604       | 0,04%       | 0         |
| Sin compromiso | 17 574    | 1,29%       | 0         |
| Total          | 1 362 322 | 100%        | 96        |